# Nu (lettre grecque)
Cette page contient des caractères spéciaux ou non latins. S’ils s’affichent mal (▯, ?, etc.), consultez la page d’aide Unicode.
Pour les articles homonymes, voir NU.
Nu, ou ny (capitale Ν, minuscule ν ; en grec νι), est la treizième lettre de l'alphabet grec, précédée par mu et suivie par xi. Dérivée de la lettre nun  de l'alphabet phénicien, elle est l'ancêtre de la lettre N de l'alphabet latin et de la lettre Н de l'alphabet cyrillique.

## Usage
En grec moderne et en grec ancien, la lettre nu représente une consonne occlusive nasale alvéolaire voisée, [n].
Dans le système de numération grecque, nu vaut 50 ; par exemple ‹ νʹ › représente le nombre 50.
En physique, et seulement dans certains cas, ν (nu) représente la fréquence d'une onde. 
Elle peut aussi représenter la viscosité cinématique en mécanique des fluides.
En France, la lettre est utilisée comme symbole par la Nouvelle Union populaire écologique et sociale.

## Histoire

### Origine
La lettre nu tire son origine de la lettre correspondante de l'alphabet phénicien, . Celle-ci provient peut-être de l'alphabet protosinaïtique, une écriture utilisée dans le Sinaï il y a plus de 3 500 ans, elle-même probablement dérivée de certains hiéroglyphes égyptiens ; le hiéroglyphe sur lequel la lettre phénicienne est basée signifierait « serpent » . L'alphabet phénicien atteint une forme plus ou moins standard vers le XIe siècle av. J.-C. Sa 14e lettre est une consonne (l'alphabet phénicien est un abjad qui ne note pas les voyelles) correspondant probablement au son [n].
La lettre correspondante de l'alphabet sudarabique est , m, correspondant à la lettre ነ, nä, de l'alphasyllabaire guèze. Dans les alphabets sémitiques, la lettre phénicienne a conduit au syriaque ܢ, à l'hébreu נ, à l'araméen 𐡍, à l'arabe ﻥ et au berbère ⵏ.

### Alphabets archaïques

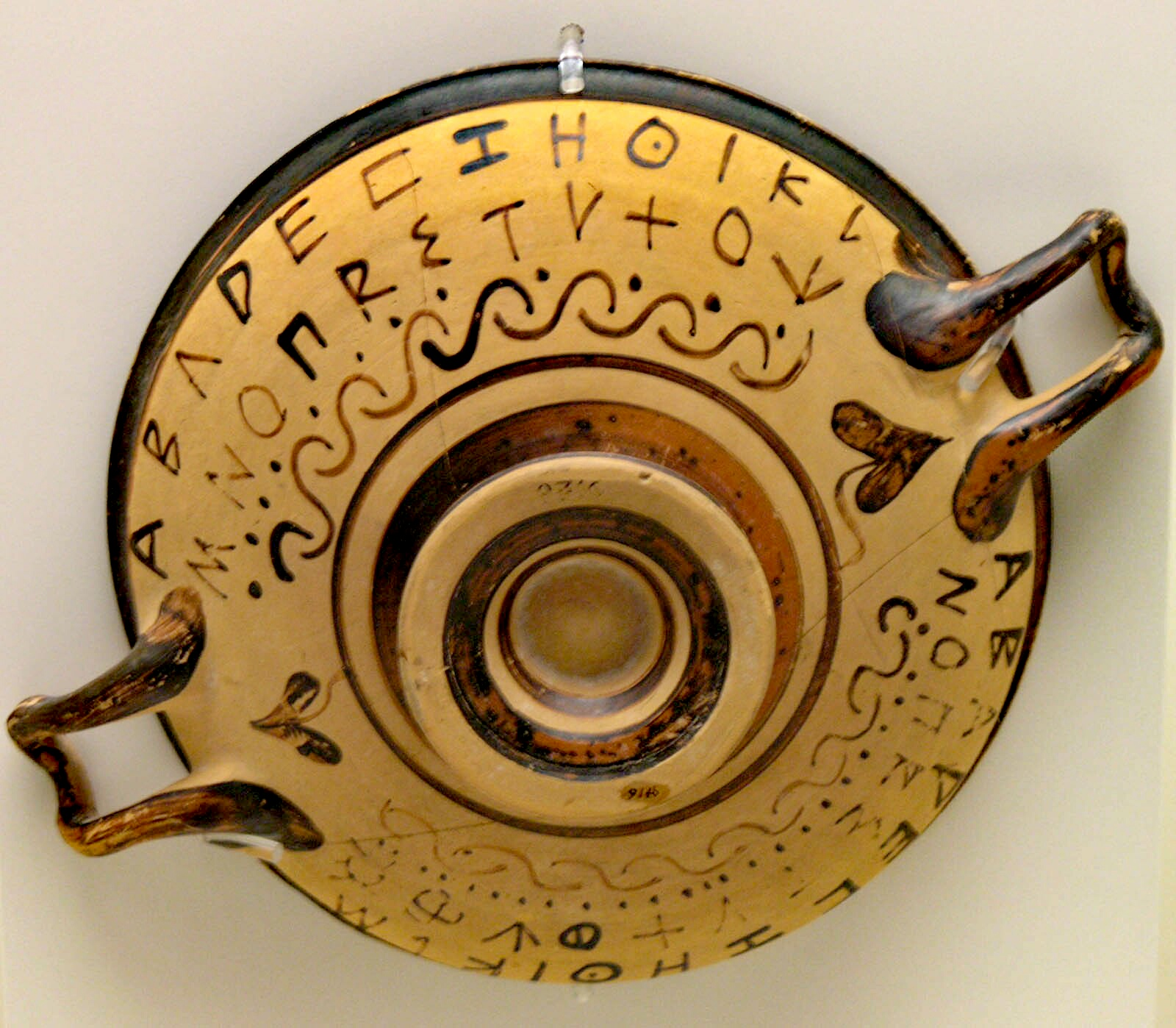
Alphabet grec peint sur la panse d'une coupe attique à figures noires.

L'alphabet grec dérive directement de l'alphabet phénicien. Sa 14e lettre devient la 14e de l'alphabet grec (la lettre archaïque digamma, abandonnée depuis, s'intercalant en 6e position). Elle note le son [n].
Les différents alphabets grecs archaïques utilisent des formes très similaires pour le nu (généralement ,  à Mégare).

### Évolution
La forme actuelle de la lettre provient de l'alphabet utilisé en Ionie, qui est progressivement adopté par le reste du monde grec antique (Athènes passe un décret formel pour son adoption officielle en 403 av. J.-C. ; son usage est commun dans les cités grecques avant le milieu du IVe siècle av. J.-C.). La forme du nu change toutefois peu. Avec l'abandon du digamma, la lettre prend la 13e position de l'alphabet.
L'alphabet grec reste monocaméral pendant longtemps. Les formes minuscules proviennent de l'onciale grecque, une graphie particulière créée à partir de la majuscule et de la cursive romaine vers le IIIe siècle et adaptée à l'écriture à la plume, et sont créées vers le IXe siècle. Pendant la Renaissance, les imprimeurs adoptent la forme minuscule pour les polices bas-de-casse, et modèlent les lettres capitales sur les formes des anciennes inscriptions, conduisant le grec à devenir bicaméral.

### Nom
Tout comme la plupart des noms des autres lettres, « nu » ne signifie rien de particulier en grec et n'est qu'un emprunt direct au nom de la lettre en phénicien. Il est supposé que le nom de la lettre phénicienne correspondante signifierait « serpent ».
En grec, la lettre est appelée νι (ni), prononcée /ˈni/. En grec ancien, la lettre est appelée νῦ (nû), prononcée /ˈnŷː/.

### Dérivés
L'alphabet étrusque est dérivé de l'alphabet grec employé en Eubée — alphabet que les Étrusques apprennent à Pithécusses (Ischia), près de Cumes. L'alphabet latin descend directement de l'alphabet étrusque ; le nu conduit ainsi à la lettre N.
Dans l'alphabet cyrillique, le nu donne naissance à la lettre en, Н. Elle n'est en revanche pas à l'origine de la lettre H latine, laquelle dérive du êta grec, Η.
Dans l'alphabet copte, la lettre conduit à la lettre nē, Ⲛ.
Il est possible que l'alphabet arménien dérive de l'alphabet grec. Dans ce cas, le nu, Ն, dériverait du nu.

Nun phénicien
Nu épigraphique grec
Nu grec majuscule moderne
Écriture onciale
Variantes cursives
Variantes minuscules
Nu grec minuscule moderne
N étrusque
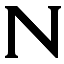
N romain
En cyrillique
Nē copte

## Codage
La majuscule Ν possède les codages suivants :
- Unicode : U+x039D
- Entité HTML : &Nu;
- TeX : \Nu ; {\displaystyle \mathrm {N} }
- DOS Greek : 140
- DOS Greek-2 : 184
- Windows-1253 : 205

La minuscule ν possède les codages suivants :
- Unicode : U+x03BD
- Entité HTML : &nu;
- TeX : \nu ; {\displaystyle \nu }
- DOS Greek : 164
- DOS Greek-2 : 231
- Windows-1253 : 237

Le tableau suivant recense les différents caractères Unicode utilisant le nu :
| Caractère | Représentation | Code    | Bloc Unicode                           | Nom Unicode                                                |
| --------- | -------------- | ------- | -------------------------------------- | ---------------------------------------------------------- |
| ν         | ν              | U+03BD  | Grec et copte                          | Lettre minuscule grecque nu                                |
| Ν         | Ν              | U+039D  | Grec et copte                          | Lettre majuscule grecque nu                                |
| 𝚴         | 𝚴              | U+1D6B4 | Symboles mathématiques alphanumériques | Majuscule mathématique grasse nu                           |
| 𝛎         | 𝛎              | U+1D6CE | Symboles mathématiques alphanumériques | Minuscule mathématique grasse nu                           |
| 𝛮         | 𝛮              | U+1D6EE | Symboles mathématiques alphanumériques | Majuscule mathématique italique nu                         |
| 𝜈         | 𝜈              | U+1D708 | Symboles mathématiques alphanumériques | Minuscule mathématique italique nu                         |
| 𝜨         | 𝜨              | U+1D728 | Symboles mathématiques alphanumériques | Majuscule mathématique italique grasse nu                  |
| 𝝂         | 𝝂              | U+1D742 | Symboles mathématiques alphanumériques | Minuscule mathématique italique grasse nu                  |
| 𝝢         | 𝝢              | U+1D762 | Symboles mathématiques alphanumériques | Majuscule mathématique grasse sans empattement nu          |
| 𝝼         | 𝝼              | U+1D77C | Symboles mathématiques alphanumériques | Minuscule mathématique grasse sans empattement nu          |
| 𝞜         | 𝞜              | U+1D79C | Symboles mathématiques alphanumériques | Majuscule mathématique italique grasse sans empattement nu |
| 𝞶         | 𝞶              | U+1D7B6 | Symboles mathématiques alphanumériques | Minuscule mathématique italique grasse sans empattement nu |